# Caradrina minor
Caradrina minor là một loài bướm đêm trong họ Noctuidae.